# Torneo de la Liga Pehuajense de fútbol 2011
El Torneo de la Liga Pehuajense de fútbol 2011 es la edición n.º 65 de la Liga Pehuajense de fútbol, campeonato de 6.ª División del fútbol argentino, clasificatoria al Torneo del Interior 2013.

## Formato de Disputa
- Clasificatorio: Los 18 equipos se dividirán en dos zonas, "A" y "B". Luego de enfrentarán en 18 fechas en formato "todos contra todos". Los cuatro primeros de cada zona, jugarán el Petit Final.

- Petit Final: Los ocho equipos clasificados de la fase anterior, se dividen en dos zonas, "1" y "2", de la siguiente forma:

Zona 1; primero Zona A, segundo Zona B, tercero Zona B, cuarto Zona A.
Zona 2; primero Zona B, segundo zona A, tercero Zona A, cuarto Zona B.
Estos equipos se enfrentarán en seis fechas en formato  "todos contra todos". Los dos primeros de cada zona, se enfrentarán en semifinales.
- Semifinales: Los equipos clasificados del Petit Final, se enfrentarán en dos llaves semifinales de esta forma:

Llave 1; primero Zona 1 vs. segundo Zona 2.
Llave 2; primero zona 2 vs. segundo Zona 1.
Los equipos se enfrentarán en partidos de ida y vuelta, definiendo como local el primero de cada zona. En caso de empate en puntos, se jugará un desempate en cancha neutral, y el ganador de cada llave jugará la Final.
- Final: Los ganadores de las semifinales se enfrentarán a partidos de ida y vuelta. En caso de empate en puntos, se jugará un desempate en cancha neutral, y el ganador será el campeón.

## Equipos
| Equipo                                | Ciudad                          | Estadio                 | Capacidad |
| ------------------------------------- | ------------------------------- | ----------------------- | --------- |
| Club Atlético KDT                     | Pehuajó                         | Jesús Díaz              | 2.000     |
| Club Atlético Urdampilleta            | Urdampilleta                    | Estadio de Urdampilleta | 1.500     |
| Club Atlético Boca Junior             | Pehuajó                         | Margarita Arrese        | 800       |
| Club Social y Deportivo Independiente | Mones Cazón                     | 1º de Mayo              | 1.500     |
| Club Atlético Mones Cazón             | Mones Cazón                     | Juan Bossie             | 1.800     |
| Club Atlético Defensores del Este     | Pehuajó                         | Alberto Irigoyen        | 3.000     |
| Club Bancario                         | Daireaux                        | Estadio de Bancario     | 1.000     |
| Club Atlético Bull Dog                | Daireaux                        | Estadio de Bull Dog     | 1.500     |
| Club Atlético Estudiantes Unidos      | Pehuajó                         | 21 de Septiembre        | 2.000     |
| Club Atlético Independiente           | Bolívar                         | Municipal de Bolívar    | 2.500     |
| Club Atlético Calaveras               | Pehuajó                         | 7 de abril              | 1.500     |
| Fútbol Club Henderson                 | Henderson                       | Estadio de Fútbol Club  | 1.800     |
| Club Atlético Empleados de Comercio   | San Carlos de Bolívar           | La Victoria             | 1.500     |
| Club Atlético Maderense               | Francisco Madero (Buenos Aires) | Juan Halzague           | 1.500     |
| Club Atlético Juventud Unida          | Henderson                       | Demetrio Hernández      | 1.700     |
| Club Deportivo Argentino              | Pehuajó                         | Esteban Garré           | 2.000     |
| Club Atlético General San Martín      | Pehuajó                         | Nuevo Isidro Pujol      | 2.000     |
| Club Social y Deportivo Unión         | Curarú                          | Gregorio Carro          | 1.500     |

## Clasificatorio

### Zona A

#### Posiciones
| Pos | Equipo                | Pts | PJ | PG | PE | PP | GF | GC |
| --- | --------------------- | --- | -- | -- | -- | -- | -- | -- |
| 1º  | Atlético KDT          | 39  | 18 | 11 | 6  | 1  | 39 | 11 |
| 2º  | Deportivo Argentino   | 36  | 18 | 11 | 3  | 4  | 38 | 21 |
| 3º  | Atlético Maderense    | 34  | 18 | 10 | 4  | 4  | 26 | 19 |
| 4.º | Atlético Mones Cazón  | 29  | 18 | 9  | 2  | 7  | 27 | 23 |
| 5.º | Bull Dog              | 24  | 18 | 6  | 6  | 6  | 22 | 20 |
| 6.º | San Martín            | 22  | 18 | 5  | 7  | 6  | 33 | 29 |
| 7.º | Atlético Urdampilleta | 17  | 18 | 3  | 8  | 7  | 20 | 27 |
| 8.º | Juventud Unida        | 16  | 18 | 4  | 4  | 10 | 19 | 33 |
| 9.º | Independiente (B)     | 6   | 18 | 1  | 3  | 14 | 7  | 49 |

### Zona B

#### Posiciones
| Pos | Equipo                | Pts | PJ | PG | PE | PP | GF | GC |
| --- | --------------------- | --- | -- | -- | -- | -- | -- | -- |
| 1º  | Defensores del Este   | 35  | 18 | 10 | 5  | 3  | 43 | 26 |
| 2º  | Calaveras             | 31  | 18 | 9  | 4  | 5  | 27 | 18 |
| 3º  | Independiente (MC)    | 31  | 18 | 10 | 1  | 7  | 24 | 28 |
| 4º  | Unión                 | 29  | 18 | 8  | 5  | 5  | 28 | 20 |
| 5.º | Estudiantes Unidos    | 28  | 18 | 8  | 4  | 6  | 34 | 24 |
| 6.º | Empleados de Comercio | 27  | 18 | 8  | 3  | 7  | 35 | 33 |
| 7.º | FC Henderson          | 24  | 18 | 7  | 3  | 8  | 32 | 28 |
| 8.º | Boca Junior           | 15  | 18 | 4  | 3  | 11 | 17 | 35 |
| 9.º | Bancario              | 7   | 18 | 2  | 1  | 15 | 11 | 37 |

## Petit Final

### Zona 1

#### Posiciones
| Pos | Equipo                 | Pts | PJ | PG | PE | PP | GF | GC |
| --- | ---------------------- | --- | -- | -- | -- | -- | -- | -- |
| 1º  | Deportivo Argentino    | 14  | 6  | 4  | 2  | 0  | 14 | 5  |
| 2.º | Atlético Maderense (d) | 7   | 6  | 2  | 1  | 3  | 9  | 8  |
| 3.º | Unión (d)              | 7   | 6  | 2  | 1  | 3  | 6  | 11 |
| 4.º | Defensores del Este    | 6   | 6  | 2  | 0  | 4  | 10 | 15 |

#### Resultados
| Deportivo Argentino | 0-0 | Unión              | Esteban Garré    | 25 de septiembre | 15:30 |
| Defensores del Este | 1-4 | Atlético Maderense | Alberto Irigoyen | 25 de septiembre | 15:30 |

| Atlético Maderense | 1-1 | Deportivo Argentino | Juan Halzague  | 2 de octubre | 15:30 |
| Unión              | 2-1 | Defensores del Este | Gregorio Carro | 2 de octubre | 15:30 |

| Atlético Maderense  | 2-1 | Unión               | Juan Halzague | 10 de octubre | 15:30 |
| Deportivo Argentino | 4-3 | Defensores del Este | Esteban Garré | 10 de octubre | 15:30 |

| Unión              | 0-5 | Deportivo Argentino | Gregorio Carro | 16 de octubre | 15:30 |
| Atlético Maderense | 1-2 | Defensores del Este | Juan Halzague  | 16 de octubre | 15:30 |

| Deportivo Argentino | 1-0 | Atlético Maderense | Esteban Garré    | 30 de octubre | 15:30 |
| Defensores del Este | 2-1 | Unión              | Alberto Irigoyen | 30 de octubre | 15:30 |

| Unión               | 2-1 | Atlético Maderense  | Gregorio Carro   | 6 de noviembre | 15:30 |
| Defensores del Este | 1-3 | Deportivo Argentino | Alberto Irigoyen | 6 de noviembre | 15:30 |

#### Desempate
| Atlético Maderense | 2-3 | Unión | Alberto Irigoyen | 9 de noviembre | 21:00 |

### Zona 2

#### Posiciones
| Pos | Equipo               | Pts | PJ | PG | PE | PP | GF | GC |
| --- | -------------------- | --- | -- | -- | -- | -- | -- | -- |
| 1º  | Atlético KDT         | 14  | 6  | 4  | 2  | 0  | 14 | 5  |
| 2º  | Atlético Mones Cazón | 11  | 6  | 3  | 2  | 1  | 9  | 8  |
| 3.º | Independiente (MC)   | 6   | 6  | 2  | 0  | 4  | 10 | 15 |
| 4.º | Calaveras            | 2   | 6  | 0  | 2  | 4  | 8  | 13 |

#### Resultados
| Atlético Mones Cazón | 2-1 | Independiente (MC) | Juan Bossie | 25 de septiembre | 15:30 |
| Calaveras            | 1-1 | Atlético KDT       | 7 de abril  | 25 de septiembre | 15:30 |

| Independiente (MC) | 3-2 | Atlético Calaveras   | 1.º de Mayo | 2 de octubre | 15:30 |
| Atlético KDT       | 3-1 | Atlético Mones Cazón | Jesús Díaz  | 2 de octubre | 15:30 |

| Independiente (MC) | 0-3 | Atlético KDT         | 1.º de Mayo | 10 de octubre | 15:30 |
| Atlético Calaveras | 1-2 | Atlético Mones Cazón | 7 de abril  | 10 de octubre | 15:30 |

| Independiente (MC) | 1-2 | Atlético Mones Cazón | 1.º de Mayo | 16 de octubre | 15:30 |
| Atlético KDT       | 2-1 | Atlético Calaveras   | Jesús Díaz  | 16 de octubre | 15:30 |

| Atlético Calaveras   | 2-4 | Independiente (MC) | 7 de abril  | 30 de octubre | 15:30 |
| Atlético Mones Cazón | 1-1 | Atlético KDT       | Juan Bossie | 30 de octubre | 15:30 |

| Atlético KDT         | 4-1 | Independiente (MC) | Jesús Díaz  | 6 de noviembre | 15:30 |
| Atlético Mones Cazón | 1-1 | Calaveras          | Juan Bossie | 6 de noviembre | 15:30 |

## Semifinales
| Atlético Mones Cazón | 1-1 | Deportivo Argentino  | Juan Bossie   | 13 de noviembre | 15:30 |
| Deportivo Argentino  | 2-0 | Atlético Mones Cazón | Esteban Garré | 20 de noviembre | 15:30 |

| Unión        | 0-4 | Atlético KDT | Gregorio Carro | 13 de noviembre | 15:30 |
| Atlético KDT | 2-1 | Unión        | Jesús Díaz     | 20 de noviembre | 15:30 |

## Final
| Deportivo Argentino | 1-0 | Atlético KDT        | Esteban Garré | 28 de noviembre | 17:00 |
| Atlético KDT        | 0-0 | Deportivo Argentino | Jesús Díaz    | 4 de diciembre  | 17:00 |